# Dinara Asanova
Dinara Kuldașevna Asanova (în rusă Динара Кулдашевна Асанова) (1942 - 1985) s-a născut în Bișkek (sau Frunze) Kârgâzstan la 24 octombrie 1942. A fost o regizoare de film kirghizo-sovietică și una dintre puținele cineaste notabile și apreciate din fosta Uniune Sovietică. Ea este cunoscută cel mai bine pentru filmele sale Ne bolit golova u dyatla (1975) și Pațani (1983). Cu toate că nu era foarte cunoscută în Occident în timpul vieții sale, Asanova era populară în Uniunea Sovietică. Cariera sa s-a întins pe o perioadă de peste 25 de ani, până la moartea sa la vârsta de 42 de ani din cauza unei afecțiuni cardiace. Ea a murit la 4 aprilie 1985 la Murmansk, Uniunea Sovietică. Între anii 1969 și 1984, Asanova a realizat zece filme. Filmele ei tratau adesea subiectul adolescenței tulburi și includeau critici asupra societății sovietice. Asanova a avut rareori probleme cu cenzorii, în ciuda faptului că filmele ei au prezentat astfel de teme.

## Carieră
După absolvirea liceului în 1959, Asanova și-a început cariera în film ca regizor asistent și ca actriță la studioul Kirghizfilm din 1960-1962. În 1963 a lucrat cu Larisa Șepitko la filmul acesteia, Căldură (Znoi). Asanova a început apoi studiile la Institutul de Cinematografie Gherasimov sau VGIK, o școală sovietică de film din Moscova. A studiat alături de Mihail Romm și Alexander Stolper, alți doi celebri regizori sovietici. Pentru proiectul de absolvire, ea a realizat primul său film Rudolfio (1970). Asanova a absolvit universitatea în 1969 și s-a mutat ulterior la Leningrad în 1974 pentru a începe să lucreze la studioul Lenfilm. Aici, Asanova a realizat primul ei lungmetraj, Ne bolit golova u dyatla (1975), care i-a adus un loc de frunte în cinematografia sovietică târzie. Asanova a continuat să realizeze alte 8 filme la Lenfilm. Pațani din 1983 a fost cel mai cunoscut film al său și cel mai mare succes la box office. Cariera ei s-a încheiat în 1985, din cauza morții sale la 4 aprilie.

## Filmografie
- Rudolfio ( rusă Рудольфио ) (1970)
- The Woodpecker does not headaches (Не болит голова у дятла) (1975)
- Cheia care nu ar trebui să fie predată (Ключ без права передачи) (1976)
- Probleme (1977)
- Soția a plecat (Жена ушла) (1979)
- Fata inutilă (Никудышняя) (1980)
- Ce ai ales? (Что бы ты выбрал?) (1981)
- Băieți (Пацаны) (1983)
- Dragă, Dragă, Iubit, Unic ... (Милый, дорогой, любимый, единственный) (1984)
- Children of Discord (Дети раздоров) (1984)

### Rudolfio(1970)
Primul film al Dinarei Asanova a fost Rudolfio . Filmul este o adaptare a romanului Rudolfio din 1965, de Valentin Rasputin . Principalele subiecte ale filmului sunt adolescența, sexualitatea feminină tânără, rușinea și vârsta consimțământului. Este vorba despre o fată din clasa a noua, pe nume Io, care se îndrăgostește de Rudolfio, un bărbat mai în vârstă și căsătorit. Deși filmul se concentrează pe subiectul sexualității feminine, multe părți ale cărții care ilustrează sexualitatea lui Io și pofta ei pentru Rudolfio nu au fost încorporate pentru a evita problemele cu cenzorii.  În epoca Uniunii Sovietice, cenzorii sovietici au analizat cu rigurozitate pentru a se asigura că subiectul filmelor se potrivește convingerilor sovietice. După ce filmul a fost analizat de cenzori, acesta a trebuit să fie refăcut înainte de lansarea sa oficială. Mai multe scene au fost eliminate, cum ar fi o scenă cu Io și Rodolfio mergând împreună prin mare împreună. Cenzorii au vrut să se asigure că este clar mesajul că Io și Rudolfio nu pot fi împreună. Din cauza problemelor cu cenzorii, Asanova nu a reușit să obțină un post de regizor timp de cinci ani. Perioada ei în afara filmului s-a încheiat când a început să lucreze pentru Lenfilm . 

### Ne bolit golova u dyatla(1975)
Ne bolit golova u dyatla a fost primul lungmetraj al Dinarei Asanova. A fost primul film pe care l-a făcut atunci când a început să lucreze la Lenfilm din Leningrad și i-a adus celebritatea în cinematografia sovietică. De asemenea, a stabilit stilul și temele narative comune prezentate în toate filmele sale.  Ne bolit golova u dyatla înfățișează un tânăr baterist aspirant care se îndrăgostește de o fată în timpul vacanței de vară.  Este vorba despre dificultățile primei iubiri și a alegerilor de viață ale tinerilor. 

### Pațani(1983)
Pațani a fost cel mai de succes film al Dinarei Asanova. Acest film a fost realizat aproape de sfârșitul carierei sale, în timp ce lucra la Lenfilm Studio și a continuat tendința adolescenței tulburi ca subiect principal al filmelor sale.  Este vorba despre un student absolvent care îndrumă și leagă prietenie cu un grup de băieți delincvenți și criminali într-o tabără de vară.  Filmul a fost foarte apreciat la lansarea sa și i-a adus Asanovei un premiu de stat al URSS.

## Elemente cinematografice

### Teme narative
Filmele Asanovei ilustrează adesea luptele oamenilor și a tinerilor din viața de zi cu zi. Cele mai notabile filme ale sale, precum Rudolfio, Ne bolit golova u dyatla și  Pațani  se ocupă de adolescența cu probleme și trecerea dificilă de la copilărie la vârsta adultă. Ele se concentrează, de asemenea, pe probleme personale, dificultățile vieții sovietice și întrebări legate de situația umană. Asanova este considerată un membru al „Școlii Leningrad” a producătorilor de film. Acesta a fost un grup de realizatori cunoscuți pentru forma similară a filmelor lor. Ceilalți membri cheie au fost Vitaly Melnikov, Alexei German, Gleb Panfilov și Ilya Averbahk. Filmele lor au fost caracterizate drept critici realiste, ambigue și încorporate asupra societății cotidiene și sovietice.

### Stil
Stilul cinematografic al Asanovei poate fi descris ca fiind unul realist, documentar și o portretizare neistovită a lumii. Ea a încorporat realismul în cadrul activității sale pentru a contribui la narațiunile filmelor sale, care s-au concentrat adesea pe individ și pe portretizare realistă a vieții de zi cu zi. Asanova este cunoscută pentru încorporarea improvizației în filmele sale, sub formă de dialog și narațiune, pentru a adăuga sentimentul de realist filmelor sale. De asemenea, Asanova a amestecat actori cunoscuți și necunoscuți în filmele sale. Tinerii actori erau adesea necunoscuți și apăreau pentru prima dată în lungmetraje.

### EfecteleDezghețului Hrușciovasupra filmelor Asanovei
Stilul filmelor sale și al celorlalți regizori din „Școala Leningrad” reprezintă schimbările de opinie și al interpretărilor artistice din anii Uniunii Sovietice cunoscuți sub numele de Dezghețul Hrușciov. Dezghețul a început în timpul mandatului prezidențial al lui Hrușciov în anii 1950 și anii 1960. A fost o perioadă de schimbare a politicii culturale a lui Stalin și a cenzurii stricte pentru a permite scriitorilor, artiștilor și realizatorilor să critice problemele sociale sovietice și să se concentreze pe experiențele individuale, nu doar pe cele colective. Efectele dezghețului au continuat în perioada ulterioară a Uniunii Sovietice după încheierea mandatului lui Hrușciov. Asanova a fost un producător de film proeminent care îi reprezintă pe artiștii din această perioadă. Ea a prezentat adesea fățiș criticile sale asupra societății sovietice, în special problemele privind sexualitatea, de gen și viața sovietică de zi cu zi.  Aceste critici pot fi găsite în toate filmele sale și sunt adesea înfățișate prin personajele ei tinere și adolescente. Cu toate că cenzura nu a fost la fel de strictă în timpul și după perioada dezghețului, Asanova a înfățișat strategic aceste critici în filmele sale, pentru a evita să fie cenzurate la un moment dat. 

## Moștenire
Dinara Asanova a rămas o producătoare de film importantă din Uniunea Sovietică târzie. În ciuda morții sale timpurii, la 42 de ani, a creat mai multe filme care au contribuit la conturarea cinematografiei sovietice târzii. A fost recompensată cu Premiul de Stat al URSS pentru munca depusă la Pațani și a fost numită Artist Emerit al Federației Ruse în 1980. Filmul lui Asanova Milyy, dorogoy, lyubimyy, edinstvennyy ...  a fost proiectat în secțiunea Un Certain Regard la Festivalul de Film de la Cannes din 1985. Trei documentare au fost realizate despre munca ei după deces, primul fiind I Love You All Very Much (1987), al doilea Dinara (1988), iar al treilea Dinara Asanova (2003).